# Liste des planètes mineures non numérotées découvertes en novembre 2007
Pour un article plus général, voir Liste des planètes mineures non numérotées découvertes en 2007.
Pour un article plus général, voir Liste des planètes mineures.
Cet article dresse la liste des planètes mineures (astéroïdes, centaures, objets transneptuniens et assimilés) non numérotées découvertes en novembre 2007 dans l'ordre de leur découverte.
Au 15 janvier 2025, 661 077 des 1 434 993 planètes mineures répertoriées par le Centre des planètes mineures ne sont pas encore numérotées, soit 46,07 %.

## Rappel concernant la désignation provisoire
La désignation provisoire indique l'ordre de découverte de ces objets. En effet, cette désignation est composée de l'année de découverte (par exemple 2007) suivie de la quinzaine (demi-mois) de découverte (p.e. A = 1-15 janvier) puis de l'ordre de découverte dans cette quinzaine. Cet ordre est indiqué par une lettre et éventuellement un chiffre comme suit : A pour la première découverte, B pour la deuxième, ..., Z pour la 25e (le I n'est pas utilisé pour éviter la confusion avec 1), A1 pour la 26e, B1 pour la 27e, etc. , Z1 pour la 50e, A2 pour la 51e, B2 pour la 52e, etc. L'ordre de la numérotation ne suit donc pas l'ordre alphanumérique. 2007 AA1 suit ainsi 2007 AZ et précède 2007 AB1.

## Liste

### Du1erau 15 novembre 2007
- 2007 VG
- 2007 VK
- 2007 VL
- 2007 VS
- 2007 VT
- 2007 VN2
- 2007 VZ2
- 2007 VA3
- 2007 VB3
- 2007 VC3
- 2007 VD3
- 2007 VE3
- 2007 VF3
- 2007 VG3
- 2007 VH3
- 2007 VJ3
- 2007 VK3
- 2007 VL3
- 2007 VN3
- 2007 VP6
- 2007 VR6
- 2007 VS6
- 2007 VT6
- 2007 VU6
- 2007 VV6
- 2007 VW6
- 2007 VX6
- 2007 VV7
- 2007 VW7
- 2007 VD8
- 2007 VE8
- 2007 VF8
- 2007 VH8
- 2007 VJ8
- 2007 VK8
- 2007 VA9
- 2007 VF9
- 2007 VH9
- 2007 VY9
- 2007 VZ9
- 2007 VF10
- 2007 VG10
- 2007 VJ10
- 2007 VY10
- 2007 VG11
- 2007 VN12
- 2007 VS12
- 2007 VX12
- 2007 VC13
- 2007 VG13
- 2007 VK13
- 2007 VL13
- 2007 VO13
- 2007 VQ13
- 2007 VT13
- 2007 VW13
- 2007 VY13
- 2007 VG14
- 2007 VH14
- 2007 VN14
- 2007 VP14
- 2007 VS14
- 2007 VL15
- 2007 VR15
- 2007 VS15
- 2007 VT15
- 2007 VW15
- 2007 VX15
- 2007 VE16
- 2007 VF16
- 2007 VJ16
- 2007 VO16
- 2007 VT16
- 2007 VV16
- 2007 VX16
- 2007 VE17
- 2007 VF17
- 2007 VG17
- 2007 VK17
- 2007 VL17
- 2007 VM17
- 2007 VP17
- 2007 VQ17
- 2007 VW17
- 2007 VX17
- 2007 VZ17
- 2007 VC18
- 2007 VE18
- 2007 VK18
- 2007 VM18
- 2007 VR18
- 2007 VU18
- 2007 VM19
- 2007 VN19
- 2007 VO19
- 2007 VP19
- 2007 VQ19
- 2007 VY19
- 2007 VR20
- 2007 VB21
- 2007 VC21
- 2007 VE21
- 2007 VF21
- 2007 VL21
- 2007 VX21
- 2007 VC22
- 2007 VK22
- 2007 VO22
- 2007 VR22
- 2007 VD23
- 2007 VE23
- 2007 VG23
- 2007 VP23
- 2007 VS23
- 2007 VA24
- 2007 VL24
- 2007 VN24
- 2007 VQ24
- 2007 VZ24
- 2007 VJ26
- 2007 VP26
- 2007 VR26
- 2007 VS26
- 2007 VU26
- 2007 VY26
- 2007 VH27
- 2007 VL27
- 2007 VN27
- 2007 VU27
- 2007 VY27
- 2007 VH28
- 2007 VK28
- 2007 VP28
- 2007 VR28
- 2007 VU28
- 2007 VA29
- 2007 VE29
- 2007 VG29
- 2007 VK29
- 2007 VN29
- 2007 VR29
- 2007 VB30
- 2007 VF30
- 2007 VO30
- 2007 VD31
- 2007 VE31
- 2007 VJ31
- 2007 VQ31
- 2007 VM32
- 2007 VX32
- 2007 VZ32
- 2007 VC33
- 2007 VF33
- 2007 VO33
- 2007 VQ33
- 2007 VC34
- 2007 VD34
- 2007 VG34
- 2007 VM34
- 2007 VY34
- 2007 VL35
- 2007 VM35
- 2007 VN35
- 2007 VP35
- 2007 VR35
- 2007 VA36
- 2007 VK36
- 2007 VM36
- 2007 VQ36
- 2007 VS36
- 2007 VT36
- 2007 VU36
- 2007 VG37
- 2007 VH37
- 2007 VO37
- 2007 VS37
- 2007 VV37
- 2007 VW37
- 2007 VZ37
- 2007 VA38
- 2007 VC38
- 2007 VG38
- 2007 VH38
- 2007 VJ39
- 2007 VP39
- 2007 VZ39
- 2007 VA40
- 2007 VN40
- 2007 VO40
- 2007 VW40
- 2007 VC41
- 2007 VF41
- 2007 VJ41
- 2007 VQ41
- 2007 VV41
- 2007 VX41
- 2007 VE43
- 2007 VF43
- 2007 VH43
- 2007 VL43
- 2007 VQ43
- 2007 VU43
- 2007 VB44
- 2007 VV44
- 2007 VY44
- 2007 VT45
- 2007 VW45
- 2007 VA46
- 2007 VE46
- 2007 VJ46
- 2007 VY46
- 2007 VZ46
- 2007 VL47
- 2007 VP47
- 2007 VU47
- 2007 VW47
- 2007 VB48
- 2007 VN48
- 2007 VG49
- 2007 VN49
- 2007 VT49
- 2007 VU49
- 2007 VJ50
- 2007 VR50
- 2007 VX50
- 2007 VY50
- 2007 VZ50
- 2007 VK51
- 2007 VS51
- 2007 VB52
- 2007 VB53
- 2007 VH53
- 2007 VS53
- 2007 VT53
- 2007 VY53
- 2007 VR55
- 2007 VS55
- 2007 VW55
- 2007 VY55
- 2007 VZ55
- 2007 VF56
- 2007 VG56
- 2007 VH57
- 2007 VN57
- 2007 VT57
- 2007 VY57
- 2007 VL58
- 2007 VT58
- 2007 VW58
- 2007 VY58
- 2007 VJ59
- 2007 VK59
- 2007 VM59
- 2007 VS59
- 2007 VV60
- 2007 VR61
- 2007 VY61
- 2007 VF62
- 2007 VH62
- 2007 VK62
- 2007 VJ63
- 2007 VC65
- 2007 VB66
- 2007 VZ66
- 2007 VO67
- 2007 VZ67
- 2007 VB68
- 2007 VD68
- 2007 VE68
- 2007 VF68
- 2007 VQ68
- 2007 VS68
- 2007 VF69
- 2007 VN69
- 2007 VO69
- 2007 VR69
- 2007 VV69
- 2007 VW69
- 2007 VY69
- 2007 VB70
- 2007 VD70
- 2007 VF70
- 2007 VN70
- 2007 VO70
- 2007 VP70
- 2007 VU70
- 2007 VB71
- 2007 VF71
- 2007 VP71
- 2007 VQ71
- 2007 VR71
- 2007 VV71
- 2007 VW71
- 2007 VY71
- 2007 VN72
- 2007 VX72
- 2007 VZ72
- 2007 VE73
- 2007 VB74
- 2007 VH74
- 2007 VN74
- 2007 VS74
- 2007 VU74
- 2007 VX74
- 2007 VS75
- 2007 VT75
- 2007 VW75
- 2007 VE76
- 2007 VO76
- 2007 VR76
- 2007 VS76
- 2007 VY76
- 2007 VZ76
- 2007 VJ77
- 2007 VK77
- 2007 VQ77
- 2007 VS77
- 2007 VY77
- 2007 VG78
- 2007 VK78
- 2007 VL78
- 2007 VM78
- 2007 VN78
- 2007 VX78
- 2007 VZ78
- 2007 VA79
- 2007 VB79
- 2007 VE79
- 2007 VF79
- 2007 VH79
- 2007 VL79
- 2007 VP79
- 2007 VT79
- 2007 VY79
- 2007 VD80
- 2007 VE80
- 2007 VW80
- 2007 VE81
- 2007 VF81
- 2007 VH81
- 2007 VJ81
- 2007 VL81
- 2007 VM81
- 2007 VQ81
- 2007 VT81
- 2007 VU81
- 2007 VX81
- 2007 VB82
- 2007 VN82
- 2007 VT82
- 2007 VX82
- 2007 VY82
- 2007 VB83
- 2007 VQ83
- 2007 VT83
- 2007 VU83
- 2007 VV83
- 2007 VW83
- 2007 VX83
- 2007 VM84
- 2007 VO84
- 2007 VS84
- 2007 VZ84
- 2007 VE85
- 2007 VW85
- 2007 VE86
- 2007 VH87
- 2007 VD91
- 2007 VJ92
- 2007 VL93
- 2007 VM93
- 2007 VD94
- 2007 VS95
- 2007 VY95
- 2007 VB96
- 2007 VN96
- 2007 VA97
- 2007 VR97
- 2007 VG98
- 2007 VZ98
- 2007 VA99
- 2007 VR99
- 2007 VU99
- 2007 VV99
- 2007 VZ100
- 2007 VQ101
- 2007 VW101
- 2007 VX101
- 2007 VT102
- 2007 VS103
- 2007 VU103
- 2007 VX103
- 2007 VA104
- 2007 VB104
- 2007 VM104
- 2007 VQ104
- 2007 VT104
- 2007 VW104
- 2007 VC105
- 2007 VD105
- 2007 VM105
- 2007 VU105
- 2007 VX105
- 2007 VZ105
- 2007 VA106
- 2007 VE106
- 2007 VG106
- 2007 VJ106
- 2007 VM106
- 2007 VR106
- 2007 VT106
- 2007 VU106
- 2007 VY106
- 2007 VF107
- 2007 VG107
- 2007 VL107
- 2007 VO107
- 2007 VQ107
- 2007 VR107
- 2007 VW107
- 2007 VC108
- 2007 VJ108
- 2007 VL108
- 2007 VF109
- 2007 VK109
- 2007 VO109
- 2007 VQ109
- 2007 VY109
- 2007 VD110
- 2007 VY110
- 2007 VL111
- 2007 VO111
- 2007 VQ111
- 2007 VR111
- 2007 VT111
- 2007 VC112
- 2007 VD112
- 2007 VG112
- 2007 VH112
- 2007 VS112
- 2007 VW112
- 2007 VX112
- 2007 VL113
- 2007 VE114
- 2007 VL114
- 2007 VU114
- 2007 VO115
- 2007 VW115
- 2007 VY115
- 2007 VH116
- 2007 VM116
- 2007 VQ116
- 2007 VT117
- 2007 VY117
- 2007 VA118
- 2007 VE118
- 2007 VG118
- 2007 VX118
- 2007 VB119
- 2007 VE119
- 2007 VF120
- 2007 VG120
- 2007 VR120
- 2007 VU120
- 2007 VW120
- 2007 VC121
- 2007 VK121
- 2007 VQ121
- 2007 VB122
- 2007 VL122
- 2007 VV122
- 2007 VR123
- 2007 VS123
- 2007 VT123
- 2007 VV123
- 2007 VW123
- 2007 VA125
- 2007 VE126
- 2007 VO126
- 2007 VS127
- 2007 VV127
- 2007 VW127
- 2007 VY127
- 2007 VB128
- 2007 VD128
- 2007 VN128
- 2007 VO128
- 2007 VQ128
- 2007 VR128
- 2007 VS128
- 2007 VT128
- 2007 VU128
- 2007 VY128
- 2007 VB129
- 2007 VL129
- 2007 VS129
- 2007 VU129
- 2007 VV129
- 2007 VX129
- 2007 VY129
- 2007 VD130
- 2007 VF130
- 2007 VH130
- 2007 VN130
- 2007 VQ130
- 2007 VR130
- 2007 VT130
- 2007 VU130
- 2007 VG131
- 2007 VM131
- 2007 VZ131
- 2007 VE132
- 2007 VF132
- 2007 VH132
- 2007 VM132
- 2007 VQ132
- 2007 VS132
- 2007 VY132
- 2007 VZ132
- 2007 VD133
- 2007 VL133
- 2007 VB134
- 2007 VH134
- 2007 VK134
- 2007 VL134
- 2007 VR134
- 2007 VV134
- 2007 VB135
- 2007 VH135
- 2007 VO135
- 2007 VB136
- 2007 VE136
- 2007 VF136
- 2007 VG136
- 2007 VO136
- 2007 VW136
- 2007 VX136
- 2007 VZ136
- 2007 VC137
- 2007 VD137
- 2007 VH137
- 2007 VL137
- 2007 VM137
- 2007 VN137
- 2007 VY137
- 2007 VZ137
- 2007 VA138
- 2007 VB138
- 2007 VC138
- 2007 VD138
- 2007 VE138
- 2007 VP138
- 2007 VS138
- 2007 VF139
- 2007 VG139
- 2007 VL139
- 2007 VQ139
- 2007 VU139
- 2007 VE140
- 2007 VG140
- 2007 VK140
- 2007 VO140
- 2007 VP140
- 2007 VU140
- 2007 VV140
- 2007 VZ140
- 2007 VF141
- 2007 VL142
- 2007 VP142
- 2007 VU142
- 2007 VZ142
- 2007 VL143
- 2007 VR143
- 2007 VF144
- 2007 VH144
- 2007 VR144
- 2007 VN145
- 2007 VB146
- 2007 VP146
- 2007 VC147
- 2007 VV147
- 2007 VM148
- 2007 VO149
- 2007 VQ149
- 2007 VS149
- 2007 VV149
- 2007 VW149
- 2007 VY149
- 2007 VB150
- 2007 VJ150
- 2007 VK150
- 2007 VL150
- 2007 VM150
- 2007 VN150
- 2007 VB151
- 2007 VE151
- 2007 VP151
- 2007 VQ151
- 2007 VA152
- 2007 VC152
- 2007 VE152
- 2007 VF152
- 2007 VL152
- 2007 VU152
- 2007 VW153
- 2007 VA154
- 2007 VB154
- 2007 VR154
- 2007 VY154
- 2007 VG155
- 2007 VJ155
- 2007 VM155
- 2007 VW155
- 2007 VC156
- 2007 VS156
- 2007 VX156
- 2007 VY156
- 2007 VO157
- 2007 VP157
- 2007 VN158
- 2007 VP158
- 2007 VZ158
- 2007 VF159
- 2007 VG159
- 2007 VH159
- 2007 VN159
- 2007 VP159
- 2007 VT159
- 2007 VY159
- 2007 VD160
- 2007 VN160
- 2007 VQ160
- 2007 VT160
- 2007 VV160
- 2007 VX160
- 2007 VZ160
- 2007 VA161
- 2007 VU161
- 2007 VW161
- 2007 VA162
- 2007 VF162
- 2007 VH162
- 2007 VJ162
- 2007 VQ162
- 2007 VS162
- 2007 VZ162
- 2007 VA163
- 2007 VO163
- 2007 VV163
- 2007 VY163
- 2007 VH164
- 2007 VV164
- 2007 VC165
- 2007 VR165
- 2007 VZ166
- 2007 VD167
- 2007 VR168
- 2007 VC169
- 2007 VT169
- 2007 VW169
- 2007 VN170
- 2007 VQ170
- 2007 VV170
- 2007 VW170
- 2007 VP171
- 2007 VT171
- 2007 VB172
- 2007 VK172
- 2007 VL172
- 2007 VN172
- 2007 VR172
- 2007 VT172
- 2007 VY172
- 2007 VB173
- 2007 VZ173
- 2007 VA174
- 2007 VJ174
- 2007 VN174
- 2007 VT174
- 2007 VV174
- 2007 VA175
- 2007 VC175
- 2007 VD175
- 2007 VE175
- 2007 VF175
- 2007 VH175
- 2007 VK175
- 2007 VL175
- 2007 VN175
- 2007 VO175
- 2007 VS175
- 2007 VV175
- 2007 VY175
- 2007 VZ175
- 2007 VA176
- 2007 VE176
- 2007 VQ176
- 2007 VV176
- 2007 VW176
- 2007 VY176
- 2007 VZ176
- 2007 VA177
- 2007 VD177
- 2007 VF177
- 2007 VH177
- 2007 VJ177
- 2007 VO177
- 2007 VW177
- 2007 VY177
- 2007 VF178
- 2007 VH178
- 2007 VU178
- 2007 VZ178
- 2007 VB179
- 2007 VD179
- 2007 VF179
- 2007 VR179
- 2007 VV179
- 2007 VW179
- 2007 VY179
- 2007 VC180
- 2007 VF180
- 2007 VG180
- 2007 VH180
- 2007 VJ180
- 2007 VK180
- 2007 VS180
- 2007 VW180
- 2007 VD181
- 2007 VH181
- 2007 VK181
- 2007 VL181
- 2007 VY181
- 2007 VZ181
- 2007 VB182
- 2007 VM182
- 2007 VO182
- 2007 VP182
- 2007 VR182
- 2007 VW182
- 2007 VY182
- 2007 VT183
- 2007 VA184
- 2007 VD184
- 2007 VE184
- 2007 VF184
- 2007 VH184
- 2007 VJ184
- 2007 VK184
- 2007 VL184
- 2007 VM184
- 2007 VD186
- 2007 VK186
- 2007 VP186
- 2007 VG187
- 2007 VS187
- 2007 VX187
- 2007 VA188
- 2007 VB188
- 2007 VF189
- 2007 VG189
- 2007 VH189
- 2007 VJ189
- 2007 VK189
- 2007 VM189
- 2007 VN190
- 2007 VB191
- 2007 VC191
- 2007 VD191
- 2007 VE191
- 2007 VF191
- 2007 VJ191
- 2007 VK191
- 2007 VL191
- 2007 VL192
- 2007 VT192
- 2007 VZ193
- 2007 VA194
- 2007 VD194
- 2007 VF194
- 2007 VJ194
- 2007 VB195
- 2007 VM195
- 2007 VR195
- 2007 VT195
- 2007 VU195
- 2007 VW195
- 2007 VC196
- 2007 VL196
- 2007 VN196
- 2007 VR196
- 2007 VP197
- 2007 VQ197
- 2007 VR197
- 2007 VT197
- 2007 VR198
- 2007 VT198
- 2007 VU198
- 2007 VZ198
- 2007 VA199
- 2007 VD199
- 2007 VE199
- 2007 VF199
- 2007 VK199
- 2007 VL199
- 2007 VM199
- 2007 VT199
- 2007 VU199
- 2007 VV199
- 2007 VY199
- 2007 VZ199
- 2007 VA200
- 2007 VD200
- 2007 VF200
- 2007 VJ200
- 2007 VL200
- 2007 VO200
- 2007 VU200
- 2007 VV200
- 2007 VX200
- 2007 VZ200
- 2007 VA201
- 2007 VD201
- 2007 VE201
- 2007 VK201
- 2007 VQ201
- 2007 VV201
- 2007 VB202
- 2007 VE202
- 2007 VX202
- 2007 VB203
- 2007 VE203
- 2007 VF203
- 2007 VO203
- 2007 VP203
- 2007 VS203
- 2007 VH204
- 2007 VN204
- 2007 VO204
- 2007 VP204
- 2007 VQ204
- 2007 VU204
- 2007 VK205
- 2007 VN205
- 2007 VW205
- 2007 VX205
- 2007 VY205
- 2007 VG206
- 2007 VF207
- 2007 VN207
- 2007 VO207
- 2007 VX207
- 2007 VZ207
- 2007 VC208
- 2007 VD208
- 2007 VE208
- 2007 VH208
- 2007 VJ208
- 2007 VK208
- 2007 VH209
- 2007 VC210
- 2007 VK210
- 2007 VR210
- 2007 VS210
- 2007 VG211
- 2007 VO211
- 2007 VS211
- 2007 VU211
- 2007 VW211
- 2007 VZ211
- 2007 VG212
- 2007 VK212
- 2007 VU212
- 2007 VY212
- 2007 VZ212
- 2007 VD213
- 2007 VA214
- 2007 VD214
- 2007 VE214
- 2007 VR214
- 2007 VC215
- 2007 VD215
- 2007 VE215
- 2007 VK215
- 2007 VO215
- 2007 VX215
- 2007 VA216
- 2007 VD216
- 2007 VG216
- 2007 VU216
- 2007 VA217
- 2007 VD217
- 2007 VL217
- 2007 VN217
- 2007 VQ217
- 2007 VR217
- 2007 VU217
- 2007 VK218
- 2007 VL218
- 2007 VV219
- 2007 VW220
- 2007 VZ220
- 2007 VA221
- 2007 VN221
- 2007 VW221
- 2007 VR222
- 2007 VX222
- 2007 VL223
- 2007 VN223
- 2007 VE224
- 2007 VQ224
- 2007 VS224
- 2007 VW224
- 2007 VY224
- 2007 VD225
- 2007 VE225
- 2007 VH225
- 2007 VK225
- 2007 VL225
- 2007 VM225
- 2007 VO225
- 2007 VU225
- 2007 VV225
- 2007 VF226
- 2007 VG226
- 2007 VN226
- 2007 VO226
- 2007 VC227
- 2007 VE227
- 2007 VT227
- 2007 VX227
- 2007 VY227
- 2007 VH228
- 2007 VJ228
- 2007 VM229
- 2007 VN229
- 2007 VQ229
- 2007 VW229
- 2007 VD230
- 2007 VM230
- 2007 VD231
- 2007 VE231
- 2007 VF231
- 2007 VO231
- 2007 VV232
- 2007 VW232
- 2007 VD233
- 2007 VF233
- 2007 VO233
- 2007 VW233
- 2007 VZ233
- 2007 VB234
- 2007 VF234
- 2007 VJ234
- 2007 VN234
- 2007 VR234
- 2007 VX234
- 2007 VE235
- 2007 VN235
- 2007 VQ235
- 2007 VS235
- 2007 VY235
- 2007 VA236
- 2007 VJ236
- 2007 VK236
- 2007 VM236
- 2007 VQ236
- 2007 VU236
- 2007 VY236
- 2007 VA237
- 2007 VG237
- 2007 VH237
- 2007 VN237
- 2007 VP237
- 2007 VT237
- 2007 VO238
- 2007 VS238
- 2007 VF239
- 2007 VO239
- 2007 VQ239
- 2007 VY239
- 2007 VA240
- 2007 VD240
- 2007 VF240
- 2007 VQ240
- 2007 VY240
- 2007 VM242
- 2007 VL243
- 2007 VM243
- 2007 VN243
- 2007 VP243
- 2007 VF244
- 2007 VJ244
- 2007 VY245
- 2007 VC246
- 2007 VF246
- 2007 VJ246
- 2007 VM246
- 2007 VP246
- 2007 VQ246
- 2007 VS246
- 2007 VW246
- 2007 VX246
- 2007 VY246
- 2007 VK247
- 2007 VX247
- 2007 VA248
- 2007 VC248
- 2007 VE248
- 2007 VJ248
- 2007 VM248
- 2007 VR248
- 2007 VW248
- 2007 VC249
- 2007 VD249
- 2007 VH249
- 2007 VK249
- 2007 VL249
- 2007 VS249
- 2007 VV249
- 2007 VW249
- 2007 VX249
- 2007 VY249
- 2007 VC250
- 2007 VD250
- 2007 VE250
- 2007 VL250
- 2007 VS250
- 2007 VV250
- 2007 VN252
- 2007 VS254
- 2007 VN256
- 2007 VO256
- 2007 VB257
- 2007 VD257
- 2007 VF257
- 2007 VL257
- 2007 VS257
- 2007 VT257
- 2007 VY257
- 2007 VZ257
- 2007 VC258
- 2007 VF258
- 2007 VK258
- 2007 VS258
- 2007 VT258
- 2007 VZ258
- 2007 VA259
- 2007 VD259
- 2007 VE259
- 2007 VS259
- 2007 VU259
- 2007 VA260
- 2007 VJ260
- 2007 VK260
- 2007 VM260
- 2007 VS260
- 2007 VU260
- 2007 VX260
- 2007 VE261
- 2007 VG261
- 2007 VK261
- 2007 VM261
- 2007 VO261
- 2007 VT261
- 2007 VV261
- 2007 VY261
- 2007 VB262
- 2007 VV262
- 2007 VZ262
- 2007 VJ263
- 2007 VK263
- 2007 VL263
- 2007 VN263
- 2007 VA264
- 2007 VZ264
- 2007 VE265
- 2007 VP265
- 2007 VW266
- 2007 VY266
- 2007 VZ266
- 2007 VX267
- 2007 VJ271
- 2007 VC272
- 2007 VF272
- 2007 VP272
- 2007 VR272
- 2007 VT272
- 2007 VZ272
- 2007 VC273
- 2007 VE273
- 2007 VH273
- 2007 VJ273
- 2007 VL273
- 2007 VM273
- 2007 VP273
- 2007 VK274
- 2007 VM274
- 2007 VT274
- 2007 VU274
- 2007 VV274
- 2007 VD275
- 2007 VC276
- 2007 VA277
- 2007 VD277
- 2007 VE277
- 2007 VH277
- 2007 VJ277
- 2007 VN277
- 2007 VP277
- 2007 VS277
- 2007 VW277
- 2007 VD278
- 2007 VG278
- 2007 VK278
- 2007 VP278
- 2007 VR278
- 2007 VW278
- 2007 VA279
- 2007 VB279
- 2007 VD279
- 2007 VP279
- 2007 VZ279
- 2007 VM280
- 2007 VN280
- 2007 VP280
- 2007 VU280
- 2007 VG281
- 2007 VL281
- 2007 VR281
- 2007 VC282
- 2007 VD282
- 2007 VG282
- 2007 VL282
- 2007 VM282
- 2007 VD283
- 2007 VF283
- 2007 VJ283
- 2007 VG284
- 2007 VL284
- 2007 VO284
- 2007 VE285
- 2007 VG285
- 2007 VN285
- 2007 VM286
- 2007 VM287
- 2007 VQ287
- 2007 VE288
- 2007 VP288
- 2007 VA289
- 2007 VB289
- 2007 VZ289
- 2007 VC290
- 2007 VL291
- 2007 VR292
- 2007 VL293
- 2007 VQ293
- 2007 VR293
- 2007 VS293
- 2007 VV293
- 2007 VX293
- 2007 VL294
- 2007 VM294
- 2007 VQ294
- 2007 VC295
- 2007 VO295
- 2007 VF296
- 2007 VU296
- 2007 VH297
- 2007 VU297
- 2007 VL298
- 2007 VR299
- 2007 VX299
- 2007 VM300
- 2007 VG301
- 2007 VM301
- 2007 VR301
- 2007 VJ302
- 2007 VK302
- 2007 VQ302
- 2007 VX302
- 2007 VL304
- 2007 VR304
- 2007 VH305
- 2007 VN306
- 2007 VQ306
- 2007 VR306
- 2007 VN307
- 2007 VW307
- 2007 VA308
- 2007 VB308
- 2007 VF308
- 2007 VN308
- 2007 VO308
- 2007 VZ308
- 2007 VM312
- 2007 VK313
- 2007 VM313
- 2007 VH314
- 2007 VJ314
- 2007 VO314
- 2007 VZ314
- 2007 VJ315
- 2007 VT315
- 2007 VV315
- 2007 VB316
- 2007 VP316
- 2007 VU316
- 2007 VG319
- 2007 VH319
- 2007 VL319
- 2007 VN319
- 2007 VO319
- 2007 VS319
- 2007 VV320
- 2007 VA321
- 2007 VK321
- 2007 VU321
- 2007 VK322
- 2007 VY323
- 2007 VG324
- 2007 VO324
- 2007 VH325
- 2007 VX326
- 2007 VV330
- 2007 VA331
- 2007 VN332
- 2007 VB333
- 2007 VT334
- 2007 VV335
- 2007 VE337
- 2007 VU337
- 2007 VX337
- 2007 VZ337
- 2007 VZ338
- 2007 VS339
- 2007 VB340
- 2007 VE340
- 2007 VG340
- 2007 VL340
- 2007 VT340
- 2007 VV340
- 2007 VX340
- 2007 VY340
- 2007 VD341
- 2007 VJ341
- 2007 VK341
- 2007 VL341
- 2007 VP341
- 2007 VS341
- 2007 VU341
- 2007 VW343
- 2007 VH344
- 2007 VS344
- 2007 VY344
- 2007 VO345
- 2007 VQ345
- 2007 VS345
- 2007 VT345
- 2007 VU345
- 2007 VX345
- 2007 VB346
- 2007 VF346
- 2007 VJ346
- 2007 VO346
- 2007 VP346
- 2007 VQ346
- 2007 VR346
- 2007 VT346
- 2007 VW346
- 2007 VY346
- 2007 VZ346
- 2007 VC347
- 2007 VE347
- 2007 VF347
- 2007 VG347
- 2007 VH347
- 2007 VL347
- 2007 VM347
- 2007 VN347
- 2007 VO347
- 2007 VR347
- 2007 VS347
- 2007 VV347
- 2007 VW347
- 2007 VX347
- 2007 VY347
- 2007 VZ347
- 2007 VA348
- 2007 VB348
- 2007 VY348
- 2007 VB349
- 2007 VE349
- 2007 VH349
- 2007 VF351
- 2007 VV351
- 2007 VW351
- 2007 VY351
- 2007 VD352
- 2007 VH352
- 2007 VK352
- 2007 VM352
- 2007 VC353
- 2007 VF353
- 2007 VJ353
- 2007 VK353
- 2007 VN353
- 2007 VO353
- 2007 VP353
- 2007 VQ353
- 2007 VT353
- 2007 VU353
- 2007 VV353
- 2007 VX353
- 2007 VZ353
- 2007 VA354
- 2007 VB354
- 2007 VC354
- 2007 VE354
- 2007 VF354
- 2007 VG354
- 2007 VH354
- 2007 VK354
- 2007 VL354
- 2007 VP354
- 2007 VR354
- 2007 VS354
- 2007 VT354
- 2007 VU354
- 2007 VW354
- 2007 VX354
- 2007 VY354
- 2007 VZ354
- 2007 VA355
- 2007 VB355
- 2007 VD355
- 2007 VE355
- 2007 VF355
- 2007 VK355
- 2007 VR355
- 2007 VZ355
- 2007 VA356
- 2007 VS356
- 2007 VX356
- 2007 VB357
- 2007 VD357
- 2007 VE357
- 2007 VG357
- 2007 VN357
- 2007 VO357
- 2007 VQ357
- 2007 VS357
- 2007 VW357
- 2007 VX357
- 2007 VA358
- 2007 VB358
- 2007 VF358
- 2007 VG358
- 2007 VJ358
- 2007 VK358
- 2007 VO358
- 2007 VP358
- 2007 VQ358
- 2007 VR358
- 2007 VS358
- 2007 VT358
- 2007 VU358
- 2007 VV358
- 2007 VX358
- 2007 VE359
- 2007 VF359
- 2007 VG359
- 2007 VS359
- 2007 VY359
- 2007 VZ359
- 2007 VA360
- 2007 VD360
- 2007 VE360
- 2007 VG360
- 2007 VJ360
- 2007 VK360
- 2007 VL360
- 2007 VM360
- 2007 VE361
- 2007 VN361
- 2007 VO361
- 2007 VP361
- 2007 VB362
- 2007 VC362
- 2007 VF362
- 2007 VG362
- 2007 VH362
- 2007 VJ362
- 2007 VL362
- 2007 VP362
- 2007 VQ362
- 2007 VS362
- 2007 VT362
- 2007 VU362
- 2007 VZ362
- 2007 VE363
- 2007 VG363
- 2007 VJ363
- 2007 VK363
- 2007 VL363
- 2007 VN363
- 2007 VO363
- 2007 VQ363
- 2007 VS363
- 2007 VT363
- 2007 VJ364
- 2007 VL364
- 2007 VS364
- 2007 VT364
- 2007 VU364
- 2007 VY364
- 2007 VZ364
- 2007 VA365
- 2007 VD365
- 2007 VE365
- 2007 VH365
- 2007 VP365
- 2007 VZ365
- 2007 VA366
- 2007 VD366
- 2007 VF366
- 2007 VL366
- 2007 VN366
- 2007 VP366
- 2007 VR366
- 2007 VS366
- 2007 VT366
- 2007 VU366
- 2007 VW366
- 2007 VX366
- 2007 VY366
- 2007 VC367
- 2007 VE367
- 2007 VG367
- 2007 VP367
- 2007 VQ367
- 2007 VR367
- 2007 VS367
- 2007 VU367
- 2007 VV367
- 2007 VW367
- 2007 VX367
- 2007 VY367
- 2007 VA368
- 2007 VB368
- 2007 VD368
- 2007 VF368
- 2007 VG368
- 2007 VH368
- 2007 VK368
- 2007 VL368
- 2007 VQ368
- 2007 VR368
- 2007 VT368
- 2007 VW368
- 2007 VX368
- 2007 VY368
- 2007 VA369
- 2007 VB369
- 2007 VC369
- 2007 VD369
- 2007 VG369
- 2007 VH369
- 2007 VJ369
- 2007 VK369
- 2007 VM369
- 2007 VN369
- 2007 VO369
- 2007 VP369
- 2007 VR369
- 2007 VU369
- 2007 VV369
- 2007 VW369
- 2007 VE370
- 2007 VF370
- 2007 VG370
- 2007 VH370
- 2007 VJ370
- 2007 VK370
- 2007 VP370
- 2007 VR370
- 2007 VS370
- 2007 VX370
- 2007 VY370
- 2007 VA371
- 2007 VC371
- 2007 VD371
- 2007 VE371
- 2007 VF371
- 2007 VG371
- 2007 VX371
- 2007 VY371
- 2007 VZ371
- 2007 VB372
- 2007 VC372
- 2007 VD372
- 2007 VE372
- 2007 VF372
- 2007 VG372
- 2007 VH372
- 2007 VJ372
- 2007 VK372
- 2007 VP372
- 2007 VR372
- 2007 VU372
- 2007 VV372
- 2007 VX372
- 2007 VY372
- 2007 VA373
- 2007 VB373
- 2007 VC373
- 2007 VF373
- 2007 VH373
- 2007 VJ373
- 2007 VK373
- 2007 VL373
- 2007 VM373
- 2007 VN373
- 2007 VR373
- 2007 VT373
- 2007 VU373
- 2007 VV373
- 2007 VX373
- 2007 VQ374
- 2007 VR374
- 2007 VS374
- 2007 VT374
- 2007 VU374
- 2007 VV374
- 2007 VX374
- 2007 VY374
- 2007 VA375
- 2007 VC375
- 2007 VD375
- 2007 VE375
- 2007 VF375
- 2007 VO375
- 2007 VP375
- 2007 VQ375
- 2007 VX375
- 2007 VF376
- 2007 VG376
- 2007 VJ376
- 2007 VK376
- 2007 VM376
- 2007 VP376
- 2007 VR376
- 2007 VS376
- 2007 VT376
- 2007 VU376
- 2007 VV376
- 2007 VW376
- 2007 VY376
- 2007 VZ376
- 2007 VD377
- 2007 VE377
- 2007 VF377
- 2007 VG377
- 2007 VJ377
- 2007 VK377
- 2007 VM377
- 2007 VE378
- 2007 VP378
- 2007 VR378
- 2007 VS378
- 2007 VT378
- 2007 VU378
- 2007 VV378
- 2007 VA379
- 2007 VB379
- 2007 VD379
- 2007 VE379
- 2007 VF379
- 2007 VG379
- 2007 VK379
- 2007 VL379
- 2007 VM379
- 2007 VP379
- 2007 VR379
- 2007 VT379
- 2007 VU379
- 2007 VV379
- 2007 VW379
- 2007 VY379
- 2007 VZ379
- 2007 VA380
- 2007 VC380
- 2007 VD380
- 2007 VE380
- 2007 VF380
- 2007 VG380
- 2007 VH380
- 2007 VJ380
- 2007 VL380
- 2007 VM380
- 2007 VN380
- 2007 VP380
- 2007 VR380
- 2007 VS380
- 2007 VT380
- 2007 VV380
- 2007 VX380
- 2007 VY380
- 2007 VZ380
- 2007 VA381
- 2007 VD381
- 2007 VE381
- 2007 VF381
- 2007 VG381
- 2007 VJ381
- 2007 VL381
- 2007 VM381
- 2007 VN381
- 2007 VO381
- 2007 VQ381
- 2007 VR381
- 2007 VS381
- 2007 VT381
- 2007 VW381
- 2007 VX381
- 2007 VY381
- 2007 VZ381
- 2007 VA382
- 2007 VC382
- 2007 VG382
- 2007 VJ382
- 2007 VK382
- 2007 VO382
- 2007 VP382
- 2007 VQ382
- 2007 VR382
- 2007 VT382
- 2007 VU382
- 2007 VW382
- 2007 VA383
- 2007 VE383
- 2007 VF383
- 2007 VG383
- 2007 VK383
- 2007 VL383
- 2007 VM383
- 2007 VN383
- 2007 VO383
- 2007 VP383
- 2007 VQ383
- 2007 VR383
- 2007 VV383
- 2007 VW383
- 2007 VX383
- 2007 VY383
- 2007 VZ383
- 2007 VB384
- 2007 VC384
- 2007 VE384
- 2007 VF384
- 2007 VH384
- 2007 VL384
- 2007 VM384
- 2007 VN384
- 2007 VO384
- 2007 VQ384
- 2007 VS384
- 2007 VT384
- 2007 VU384
- 2007 VV384
- 2007 VW384
- 2007 VX384
- 2007 VY384
- 2007 VZ384
- 2007 VA385
- 2007 VB385
- 2007 VC385
- 2007 VD385
- 2007 VE385
- 2007 VF385
- 2007 VG385
- 2007 VH385
- 2007 VJ385
- 2007 VK385
- 2007 VL385
- 2007 VM385
- 2007 VO385
- 2007 VP385
- 2007 VQ385
- 2007 VR385
- 2007 VT385
- 2007 VU385
- 2007 VW385
- 2007 VA386
- 2007 VB386
- 2007 VC386
- 2007 VD386
- 2007 VE386
- 2007 VF386
- 2007 VH386
- 2007 VJ386
- 2007 VK386
- 2007 VL386
- 2007 VM386
- 2007 VN386
- 2007 VP386
- 2007 VQ386
- 2007 VR386
- 2007 VS386
- 2007 VT386
- 2007 VU386
- 2007 VV386
- 2007 VW386
- 2007 VY386
- 2007 VZ386
- 2007 VA387
- 2007 VB387
- 2007 VC387
- 2007 VD387
- 2007 VE387
- 2007 VF387
- 2007 VH387
- 2007 VJ387
- 2007 VK387
- 2007 VL387
- 2007 VM387
- 2007 VN387
- 2007 VO387
- 2007 VP387
- 2007 VR387
- 2007 VS387
- 2007 VT387
- 2007 VV387
- 2007 VW387
- 2007 VX387
- 2007 VY387
- 2007 VZ387
- 2007 VA388
- 2007 VB388
- 2007 VC388
- 2007 VD388
- 2007 VE388
- 2007 VF388
- 2007 VG388
- 2007 VH388
- 2007 VJ388
- 2007 VK388
- 2007 VL388
- 2007 VM388
- 2007 VN388
- 2007 VO388
- 2007 VP388
- 2007 VQ388
- 2007 VR388
- 2007 VT388
- 2007 VU388
- 2007 VV388

### Du 16 au 30 novembre 2007
- 2007 WA
- 2007 WC
- 2007 WE
- 2007 WH
- 2007 WW
- 2007 WQ1
- 2007 WD2
- 2007 WK2
- 2007 WL2
- 2007 WM2
- 2007 WR2
- 2007 WT2
- 2007 WW2
- 2007 WD3
- 2007 WJ3
- 2007 WK3
- 2007 WL3
- 2007 WM3
- 2007 WN3
- 2007 WP3
- 2007 WQ3
- 2007 WT3
- 2007 WU3
- 2007 WV3
- 2007 WW3
- 2007 WY3
- 2007 WL4
- 2007 WP4
- 2007 WT4
- 2007 WW4
- 2007 WX4
- 2007 WY4
- 2007 WZ4
- 2007 WA5
- 2007 WC5
- 2007 WD5
- 2007 WE5
- 2007 WW5
- 2007 WY8
- 2007 WB9
- 2007 WG9
- 2007 WM9
- 2007 WO9
- 2007 WQ9
- 2007 WV9
- 2007 WZ9
- 2007 WK10
- 2007 WL10
- 2007 WQ12
- 2007 WT13
- 2007 WU13
- 2007 WY13
- 2007 WZ13
- 2007 WB14
- 2007 WG14
- 2007 WK14
- 2007 WX14
- 2007 WA15
- 2007 WH15
- 2007 WK15
- 2007 WQ15
- 2007 WU15
- 2007 WG16
- 2007 WR16
- 2007 WT16
- 2007 WZ16
- 2007 WD17
- 2007 WP17
- 2007 WR17
- 2007 WY17
- 2007 WO18
- 2007 WA19
- 2007 WC19
- 2007 WL19
- 2007 WT19
- 2007 WM21
- 2007 WV21
- 2007 WX21
- 2007 WY21
- 2007 WT22
- 2007 WW22
- 2007 WD23
- 2007 WM23
- 2007 WX23
- 2007 WO24
- 2007 WQ24
- 2007 WA25
- 2007 WX25
- 2007 WD26
- 2007 WP26
- 2007 WT26
- 2007 WP27
- 2007 WQ27
- 2007 WB28
- 2007 WG28
- 2007 WB29
- 2007 WD29
- 2007 WH29
- 2007 WR29
- 2007 WZ29
- 2007 WD30
- 2007 WF30
- 2007 WH30
- 2007 WL30
- 2007 WO30
- 2007 WP30
- 2007 WB31
- 2007 WL31
- 2007 WX31
- 2007 WG32
- 2007 WU32
- 2007 WV32
- 2007 WW32
- 2007 WX32
- 2007 WY32
- 2007 WK33
- 2007 WQ33
- 2007 WX33
- 2007 WG34
- 2007 WZ34
- 2007 WB35
- 2007 WD35
- 2007 WC36
- 2007 WP36
- 2007 WB37
- 2007 WS37
- 2007 WU37
- 2007 WB38
- 2007 WK38
- 2007 WL38
- 2007 WO38
- 2007 WK39
- 2007 WL39
- 2007 WP39
- 2007 WA40
- 2007 WB40
- 2007 WK40
- 2007 WD41
- 2007 WF41
- 2007 WJ41
- 2007 WK41
- 2007 WQ41
- 2007 WR41
- 2007 WW41
- 2007 WY42
- 2007 WA43
- 2007 WF43
- 2007 WH43
- 2007 WM43
- 2007 WN43
- 2007 WW43
- 2007 WZ43
- 2007 WS44
- 2007 WT44
- 2007 WY44
- 2007 WG45
- 2007 WQ45
- 2007 WU45
- 2007 WG46
- 2007 WH46
- 2007 WP46
- 2007 WY46
- 2007 WE47
- 2007 WG47
- 2007 WK47
- 2007 WU47
- 2007 WZ47
- 2007 WJ48
- 2007 WP48
- 2007 WQ48
- 2007 WW48
- 2007 WH49
- 2007 WN49
- 2007 WR49
- 2007 WV49
- 2007 WC50
- 2007 WE50
- 2007 WF50
- 2007 WG50
- 2007 WH50
- 2007 WM50
- 2007 WR50
- 2007 WS50
- 2007 WX50
- 2007 WA51
- 2007 WS51
- 2007 WV51
- 2007 WW51
- 2007 WC52
- 2007 WD52
- 2007 WE52
- 2007 WG52
- 2007 WJ52
- 2007 WL52
- 2007 WY52
- 2007 WZ52
- 2007 WE53
- 2007 WH53
- 2007 WL53
- 2007 WM53
- 2007 WC54
- 2007 WD54
- 2007 WF54
- 2007 WK54
- 2007 WR54
- 2007 WT54
- 2007 WV54
- 2007 WX54
- 2007 WY54
- 2007 WZ54
- 2007 WE55
- 2007 WW55
- 2007 WN56
- 2007 WO56
- 2007 WF58
- 2007 WJ60
- 2007 WN60
- 2007 WT61
- 2007 WC64
- 2007 WE64
- 2007 WM64
- 2007 WN64
- 2007 WT64
- 2007 WB65
- 2007 WC65
- 2007 WE65
- 2007 WY65
- 2007 WZ65
- 2007 WA66
- 2007 WB66
- 2007 WE66
- 2007 WK66
- 2007 WL66
- 2007 WM66
- 2007 WN66
- 2007 WO66
- 2007 WP66
- 2007 WQ66
- 2007 WN67
- 2007 WO67
- 2007 WQ67
- 2007 WV67
- 2007 WY67
- 2007 WB68
- 2007 WD68
- 2007 WF68
- 2007 WH68
- 2007 WL68
- 2007 WS68
- 2007 WT68
- 2007 WU68
- 2007 WV68
- 2007 WY68
- 2007 WZ68
- 2007 WA69
- 2007 WB69
- 2007 WQ69
- 2007 WT69
- 2007 WZ69
- 2007 WA70
- 2007 WB70
- 2007 WC70
- 2007 WN70
- 2007 WQ70
- 2007 WU70
- 2007 WK71
- 2007 WL71
- 2007 WN71
- 2007 WO71
- 2007 WR71
- 2007 WB72
- 2007 WE72
- 2007 WF72
- 2007 WH72
- 2007 WL72
- 2007 WP72
- 2007 WU72
- 2007 WV72
- 2007 WW72
- 2007 WX72
- 2007 WY72
- 2007 WC73
- 2007 WD73
- 2007 WE73
- 2007 WQ73
- 2007 WR73
- 2007 WT73
- 2007 WU73
- 2007 WV73
- 2007 WW73
- 2007 WX73
- 2007 WY73
- 2007 WD74
- 2007 WE74
- 2007 WF74
- 2007 WG74
- 2007 WH74
- 2007 WJ74
- 2007 WN74
- 2007 WP74
- 2007 WQ74
- 2007 WR74
- 2007 WS74
- 2007 WT74
- 2007 WV74
- 2007 WX74
- 2007 WA75
- 2007 WD75
- 2007 WG75
- 2007 WH75
- 2007 WJ75
- 2007 WL75
- 2007 WM75
- 2007 WN75
- 2007 WO75
- 2007 WR75
- 2007 WS75
- 2007 WU75
- 2007 WV75
- 2007 WW75
- 2007 WX75
- 2007 WY75
- 2007 WZ75
- 2007 WB76
- 2007 WC76
- 2007 WE76
- 2007 WF76
- 2007 WG76
- 2007 WJ76